# 国際ポピュラー音楽学会
国際ポピュラー音楽学会（International Association for the Study of Popular Music、略称 IASPM）は、ポピュラー音楽の学術的研究を目的とする国際学会。1981年9月に、 チャールズ・ハムとサイモン・フリスの2人を創設メンバーとして結成された。1988年の時点で、学会の会員は世界30か国以上に広がっていた。2002年からは、本部がリヴァプール大学のポピュラー音楽研究所 (Institute of Popular Music) に置かれるようになり、学会のアーカイブのリポジトリにもなっている。カリフォルニア大学出版局が刊行している『Journal of Popular Music Studies』は、学会のアメリカ合衆国支部 (IASPM-US) の公式の学会誌である。学会は『IASPM Journal』も刊行している。